# Köcherfundament

Köcherfundament

Ein Köcherfundament, auch Becher- oder Hülsenfundament genannt, ist ein Fundament aus Stahlbeton mit einer Vorrichtung zur Aufnahme einer Stütze, dem sogenannten Köcher. Der Köcher kann auf dem Fundamentblock aufstehen oder in den Fundamentblock eingelassen sein, letzterer Fall wird als Blockfundament mit ausgespartem Köcher bezeichnet.
Köcherfundamente zählen zu den Einzelfundamenten, zeichnen sich hierbei aber dadurch aus, dass sie auch Biegemomente aufnehmen können, also eine Einspannung der Stütze bewirken. Ein Kippen der Stütze wird durch den Köcher verhindert. Dadurch kann gegebenenfalls eine sonst erforderliche Aussteifung an anderer Stelle zur Aufnahme von horizontalen Lasten (insbesondere Windlast) eingespart werden.
Diese Art von Fundamenten wird im Skelettbau angewendet, z. B. bei Industriehallen. Meist werden die Köcherfundamente als Fertigteile auf der Baustelle angeliefert. Die Stütze wird in den Köcher gestellt, montiert und der Köcher anschließend mit Beton oder Mörtel vergossen.
Die Oberfläche kann glatt, profiliert oder gezahnt ausgeführt sein, wobei eine raue Innenfläche des Köchers den Verbund mit dem Vergussbeton fördert. Die Geometrie des Fundaments wird durch die statischen Anforderungen (vertikale Lasten, horizontale Kräfte und Biegemomente) bestimmt.